# Wilhelmina pepermunt

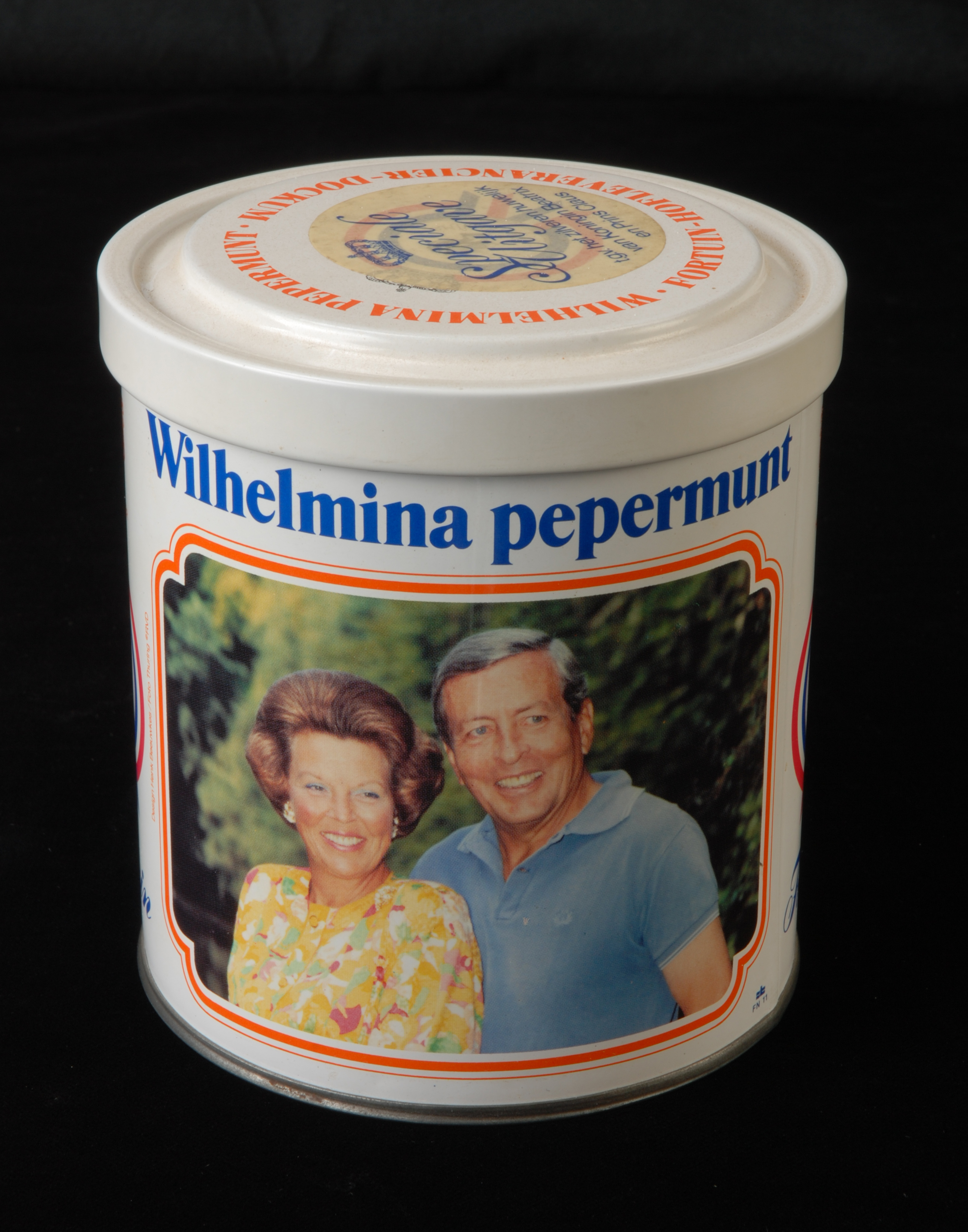
Pepermuntblik

Wilhelmina pepermunt is een in Nederland bekende soort pepermunt die wordt gemaakt door Fortuin.
Op ieder pepermuntje staat de afbeelding van prinses Wilhelmina. Deze pepermunt werd in 1892 ontwikkeld en was een eerbetoon aan de prinses, die dat jaar twaalf werd. Het nieuwe product werd ontwikkeld wegens het 50-jarige bestaan van de fabrikant.
De pepermuntjes worden verkocht als rol, in een zakje, schuifdoosje en in blik.
Ook is er een 'zwart wit'-variant verkrijgbaar op de markt.